# Piss Christ
Immersion (Piss Christ) é uma foto de 1987 do artista e fotógrafo americano Andres Serrano. Ela mostra um pequeno crucifixo de plástico submerso em um pequeno tanque de vidro com a urina do artista. A foto  foi ganhadora do concurso "Awards in the Visual Arts" do Southeastern Center for Contemporary Art que foi patrocinado em parte pelo National Endowment for the Arts, uma agência do governo dos Estados Unidos que oferece apoio e financiamento para projetos artísticos.
O trabalho causou uma enorme polêmica com base em afirmações de que era blasfemo. O próprio Serrano disse sobre a polêmica: "Não tinha ideia de que Piss Christ iria receber a atenção que chamou, já que não quis blasfemar nem ofender com isso. Fui católico durante toda a minha vida, então sou um seguidor de Cristo".